# España-klass
España-klassen var en klass av dreadnought-slagskepp i Spaniens flotta. Klassen bestod av tre fartyg, España, Alfonso XIII och Jamie I. De tillkom i samband med en upprustning av den spanska flottan, som ägde rum följande landets nederlag mot Förenta Staterna i Spansk-amerikanska kriget 1898. Med ett deplacement på knappt 16 000 ton var España-klassen de minsta dreadnought-slagskepp som någonsin byggts. Huvudbestyckningen utgjordes av åtta 30,5 cm kanoner i fyra dubbeltorn, och den sekundära bestyckningen av 20 stycken 10,2 cm kanoner i kasematter
España-skeppen byggdes av ett spanskt-brittiskt konsortium. Fartygen kölsträcktes i Ferrol och sjösattes mellan 1912 och 1914. Första världskrigets utbrott sistnämnda år sänkte byggnadstakten avsevärt, då mycket av materielen till fartygen importerades från Storbritannien. España och Alfonso XIII blev färdiga 1913–1915, men Jamie I var inte leveransklar förrän 1921. España gick förlorad 1923 efter att ha gått på ett rev vid Kap Tres Forcas utanför Marockos kust. Bärgning av fartyget visade sig omöjlig, trots att kanonerna kunde lyftas bort, och vraket lämnades att brytas sönder av vågorna.
Alfonso XIII övertog 1931 det förlista systerfartygets namn. Hon låg i Ferrol när Spanska inbördeskriget bröt ut sommaren 1936. Samma år kapades hon av nationalistsidan, men sjönk 1937 utanför Kap Penas efter en minsprängning. Jamie I förblev i regeringssidans händer. När fartyget låg under reparation i Cartagena, efter att ha angripits av italienskt bombflyg, föll hon offer för en intern explosion och skadades så illa att hon höggs upp 1939. 